# القنال الكبير (فينيسيا)

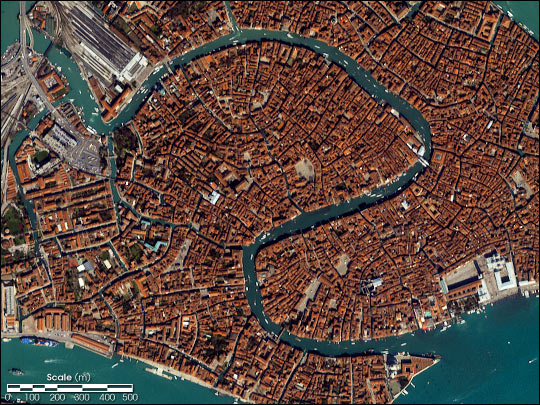
صورة جوية للقناة وللبندقية عام 2001م.

القنال الكبير ( بالإيطالية كانال جرانده) وهي قناة مائية في البندقية بإيطاليا. والقناة تشكل أحد الممرات المائية الرئيسية في المدينة. وتؤدي نهاية القناة إلى بحيرة البندقية والتي تقع بالقرب محطة القديسة لوسيا لسكة الحديد [الإنجليزية]. وتمتد القناة لحوالي 3800 م وعرض يتراوح بين 30 و90 م وبتوسط عمق لخمسة أمتار، وتأخذ القناة شكل حرف "S" مقلوبة باللغة الإنجليزية.
تخصص في القناة الحافلات المائية [الإنجليزية] للنقل العام والخاص، فيما يستخدم الكثير من السياح الغندول لاستكشاف القناة.

## الموقع

القناة تفصل بين الأجزاء الستة للمركز التاريخي للبندقية:
كوناريدجيو
كاستيللو
دورسودورو
سان ماركو
سان بولو
سانتا كروتش

تفصل القناة أجزاء المركز التاريخي للبندقية إلى:
- الجانب الأيمن ويشمل كل من مناطق كوناريدجيو [الإنجليزية] وكاستيللو [الإنجليزية] وسان ماركو [الإنجليزية].
- الجانب الأيسر ويشمل كل من مناطق دورسودورو [الإنجليزية] وسان بولو [الإنجليزية] وسانتا كروتش [الإنجليزية] .

## الوصف
على ضفاف القناة الكبرى في البندقية تصطف المباني والبالغ عددها أكثر من 170 مبنا، وتعود معظمها إلى ما بين القرن الثالث عشر والثامن عشر.

## الجسور
يوجد حاليا أربعة جسور تقطع القناة، أقدمها هو جسر ريالتو والذي تم تشيده في وقت متأخر من القرن السادس عشر. بالإضافة لجسري سكالزي [الإنجليزية] و الأكاديمية [الإنجليزية] الذين شيدا في القرن التاسع عشر. جسر الدستور [الإنجليزية] وهو الجسر الرابع الذي يقطع القناة الكبرى والذي صممه المعماري الإسباني سنتياغو كالاترافا وتم الانتهاء من بنائه عام 2008م.

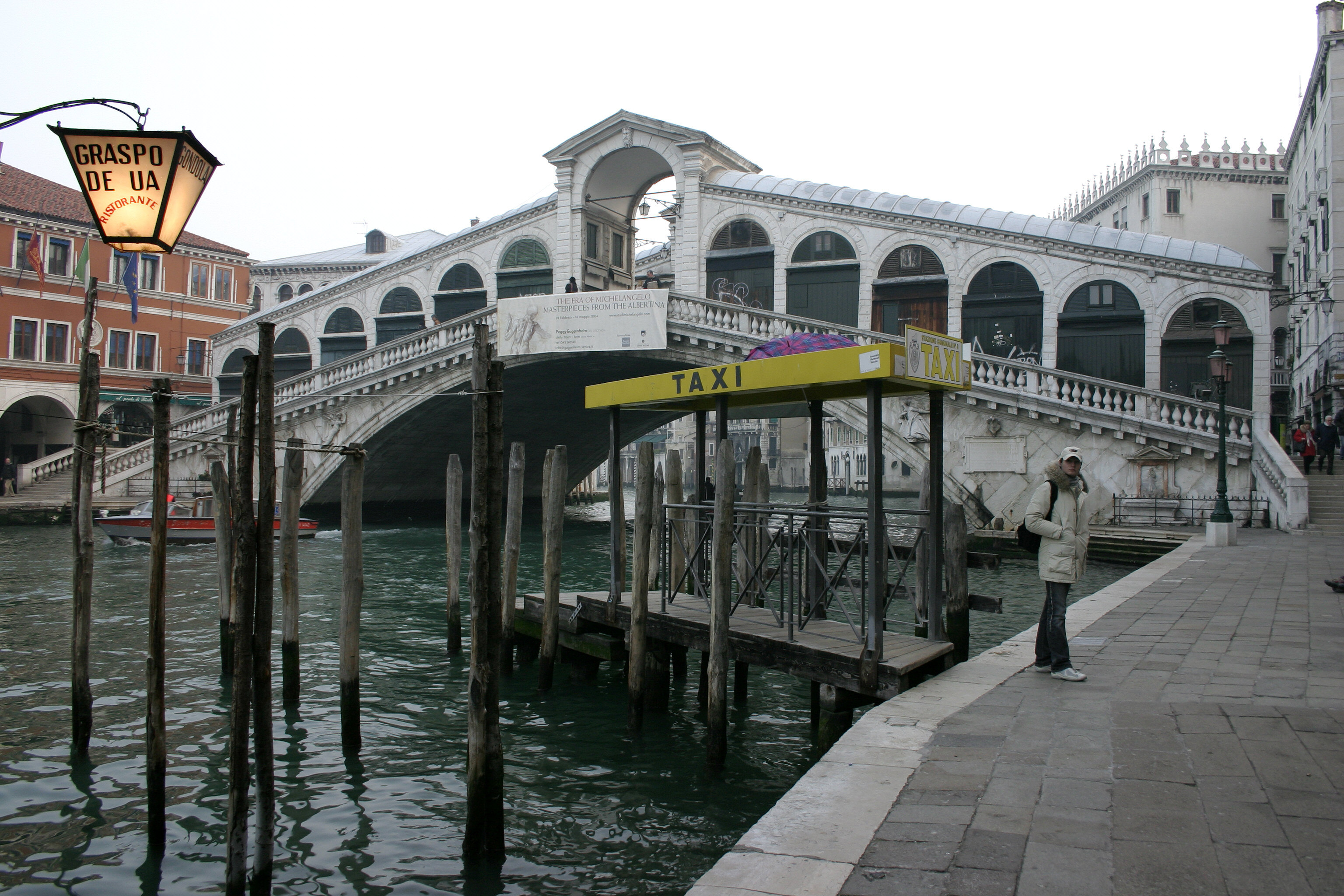
جسر ريالتو
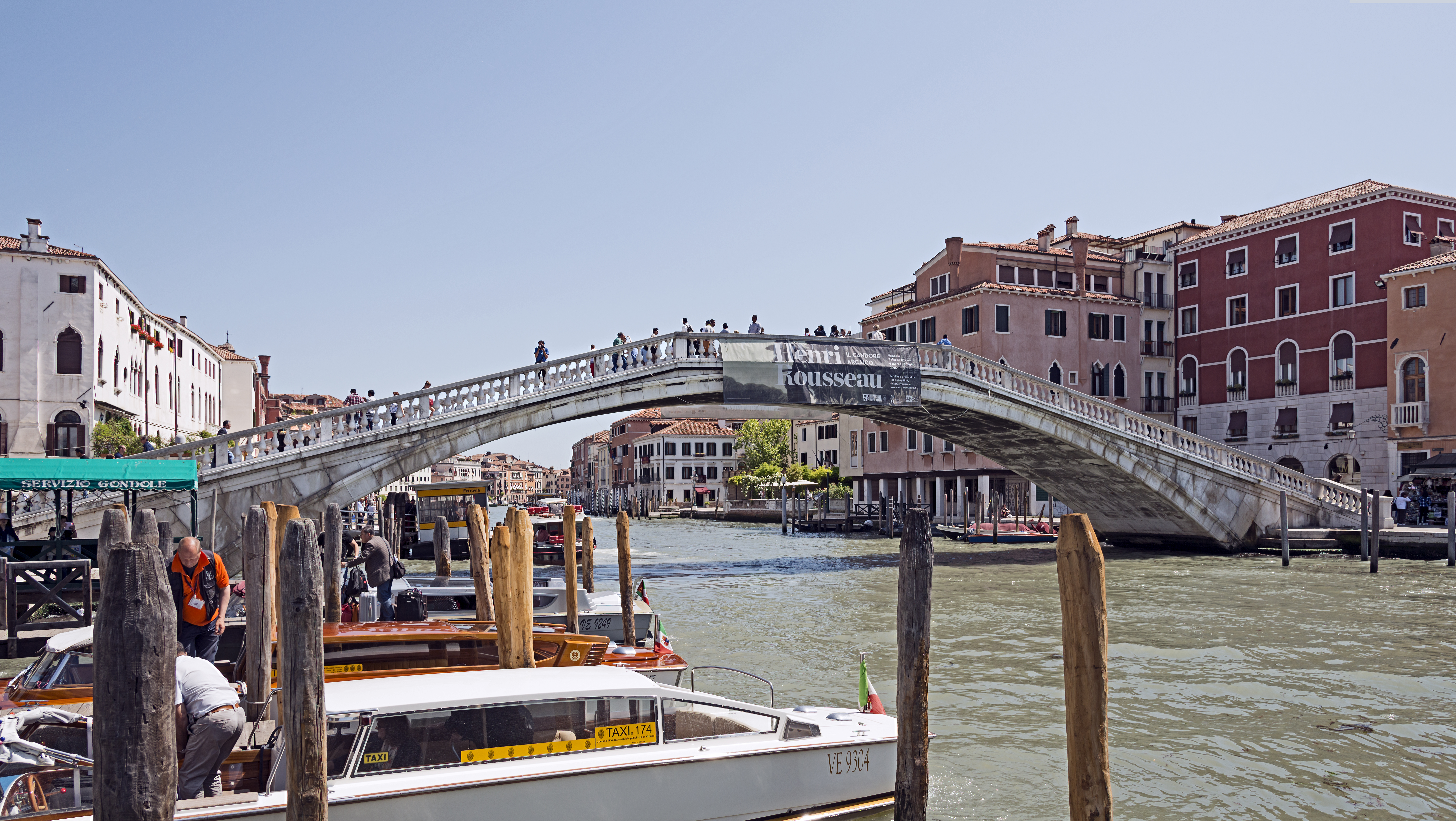
جسر سكالزي
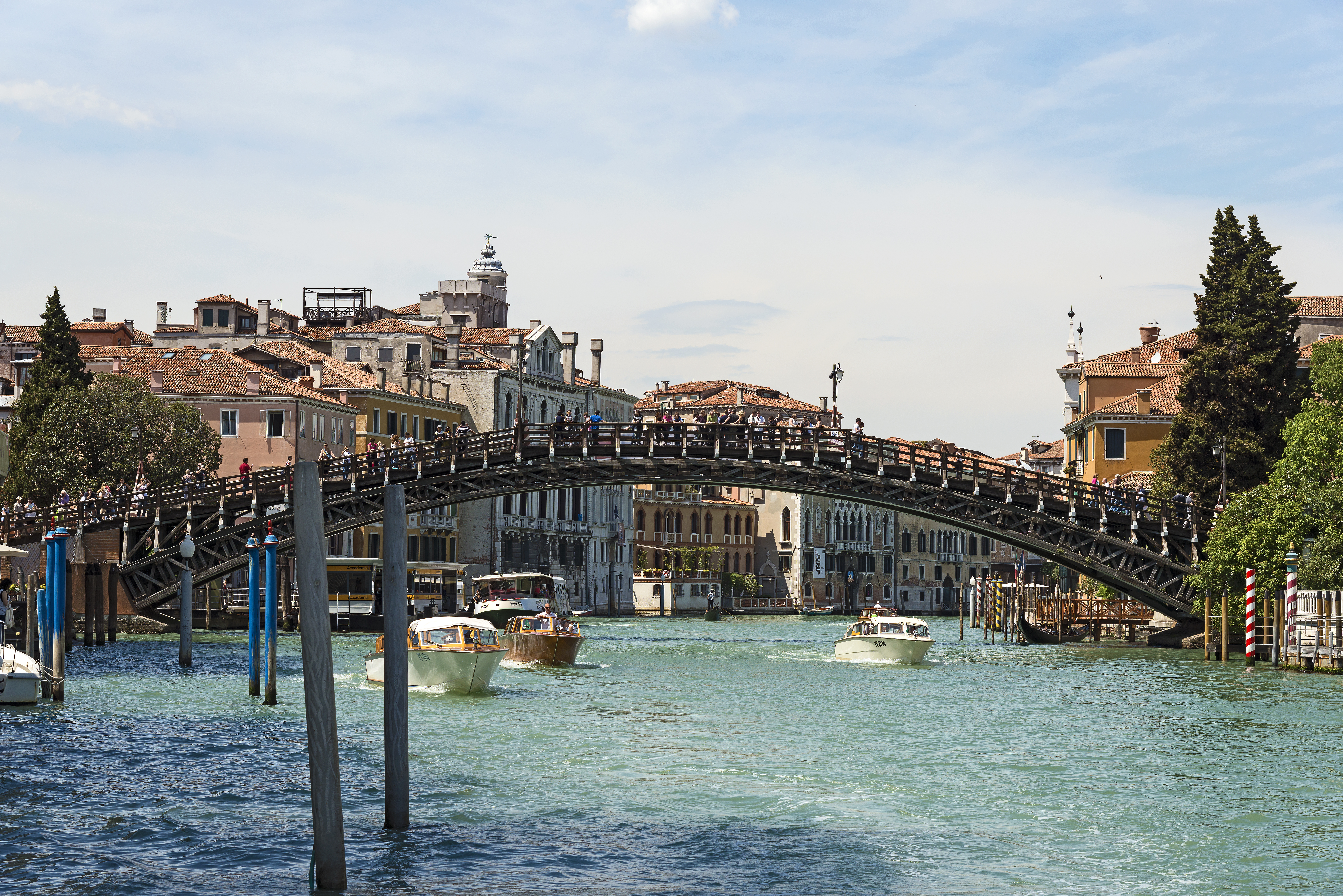
جسر الأكاديمية

## معرض صور

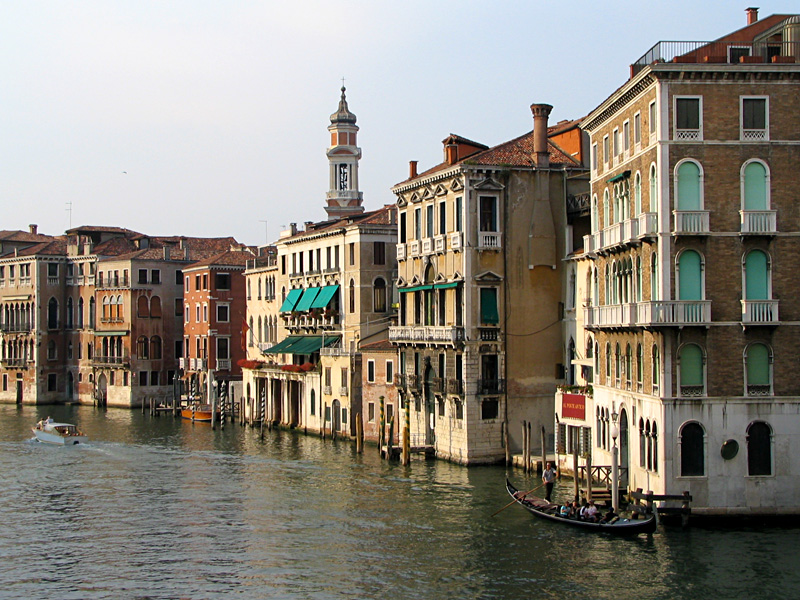
صورة للقناة الكبرى من جسر ريالتو
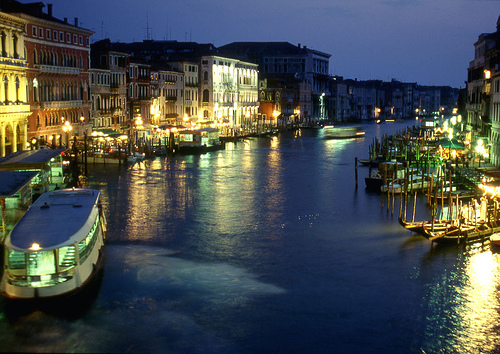
صورة للقناة ليلا
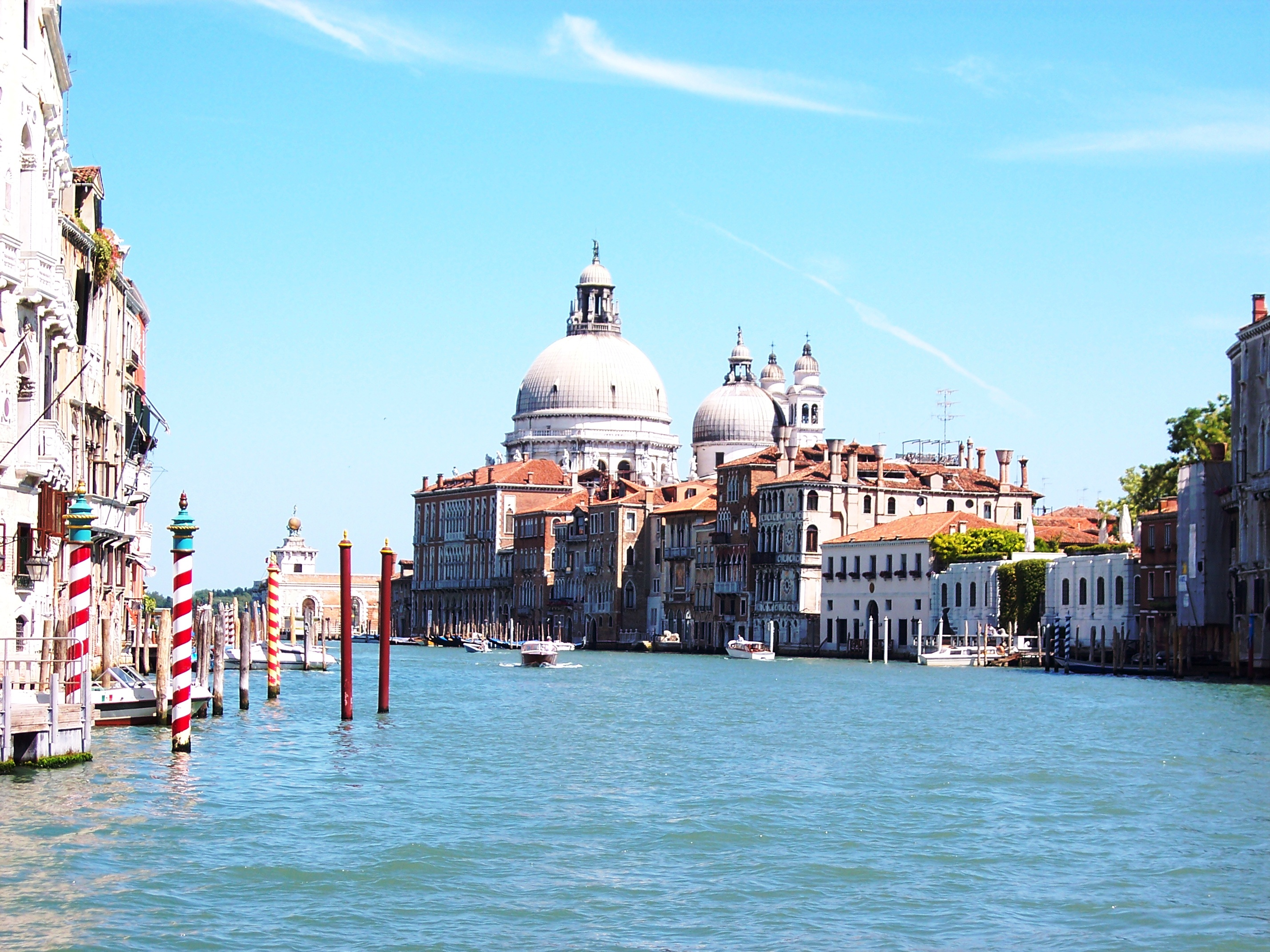
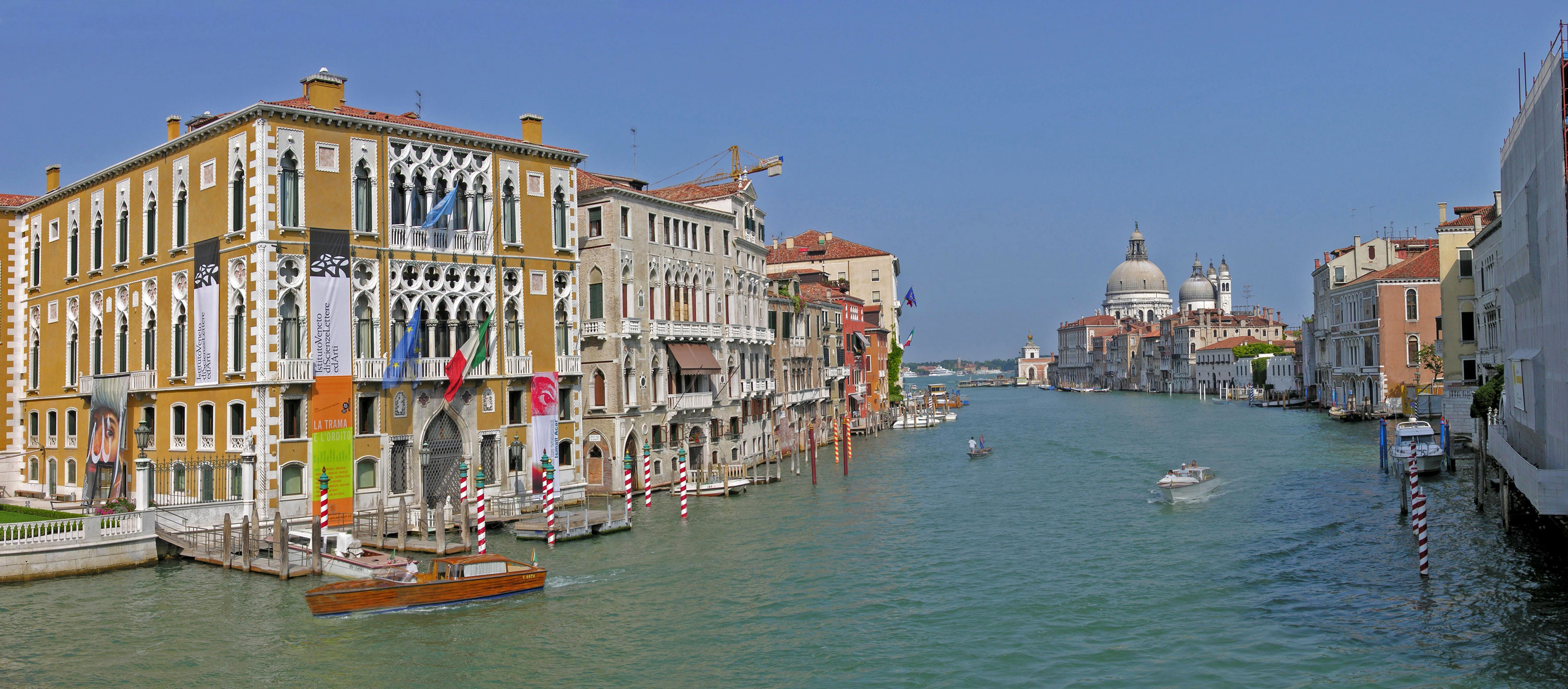
اللقطة من على جسر الأكاديمية [الإنجليزية]؛ وفي الواجة قصر كافالي رانشيتي [الإنجليزية]، وعلى بعد مسافة ترى كاتدرائية القديسة ماري للحياة [الإنجليزية].